# Ковальський токен

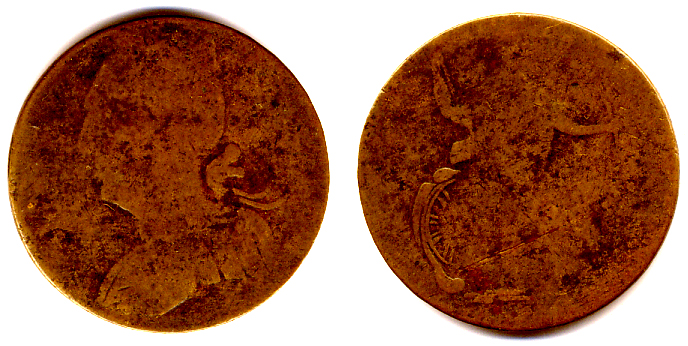
Аверс і реверс типового ковальського токена (Wood-13 / BL-9), на якому зображено грубий профіль британського монарха з одного боку і Британія, що сидить, зі щитом і списом — на іншій стороні.

Ковальські токени (англ. Blacksmith tokens) — сурогатні знаки оплати, які знаходилися в обігу головним чином у Нижній Канаді та Верхній Канаді, а також на прилеглих територіях, зокрема, у північній частині штату Нью-Йорк та інших штатів Нової Англії в середині 1820—1830-х років для поповнення нестачі розмінної монети. Зовні вони нагадували британські дрібні обігові монети, однак, щоб влада не розглядала їх як фальшиві монети, їх дизайн навмисно спрощувався і спотворювався, а легенда відрізнялася від британського оригіналу або зовсім була відсутня (як і дата), тому важко було довести, що вони є монетами.
Зовні ці токени нагадували сильно зношені пенні або півпенні англійського або ірландського мідного карбування, найчастіше з грубим профілем, що нагадував Георга II або Георга III на лицьовій стороні та зображенням Британії або ірландської арфи на зворотному боці. Вони, як правило, мали меншу масу порівняно з монетами, які карбувалися офіційно, але приймалися до оплати поряд з іншими токенами подібного роду через відсутність достатньої кількості монет дрібного номіналу в обігу в той час.
Прообразом ковальських токенів послужили аналогічні «токени ухилення» (evasion tokens), які знаходилися в обігу у Британії в другій половині 18 століття.
Більшість токенів виготовляли з міді; відомо також кілька екземплярів із бронзи. Через навмисно грубу якість зображення на штемпелі токени рідко мають колекційну якість вище VF (Very Fine) - переважна більшість потрапляють у категорію Good або Very Good, зазвичай неприйнятні серед колекціонерів для монет офіційного карбування. Ці токени, поряд з аналогічними токенами, які випускали приватні торгові компанії, були зрештою виведені з обігу до кінця 1830-х років, коли канадські банки почали випускати офіційно санкціоновані мідні токени, маса яких відповідала стопі аналогічних монет розмінних британського фунта.
Точна кількість виготовлених «ковальських токенів» невідома, оскільки на їхніх карбувальників чекав ризик переслідування. Дані з скарбів свідчать, що з ковальських токенів були відносно поширені. Примірники подібних мідних токенів були знайдені під час археологічних розкопок поряд з іншими монетами, що існували до 1830-х років у долині річки Сент-Джон у Новій Шотландії, на території Форт-Йорк у Торонто, та Place Royale у місті Квебек.
Найпоширеніші варіанти ковальських токенів котируються на сучасному канадському нумізматичному ринку приблизно 20-30 канадських доларів, тоді як рідкісні, кожен із яких відомий лише у кількох унікальних екземплярах, можуть оцінюватися в тисячі доларів.

## Список використаної літератури
- Biancarosa, Jim. This Orphan Needs a Home: GEORIUVS. III . VTS / BRITI // The Colonial Newsletter : journal. — 2014. — Vol. 54, no. 2 (8). — P. 4191—4198.
- Canada, unknown, 1/2 penny : 1838. Bank of Canada Museum: National Currency Collection. Процитовано 17 вересня 2017.
- Cross, W. K. Canadian Colonial Tokens, 8th Edition. — 2012.
- Evans, Bret. Strong interest, bidding at recent Hoare Auction // Canadian Coin News. — 2017. — Т. 54, № 24, Число 7 (3). — С. 1, 21.
- Faulkner, Christopher. Coins are Like Sons: The Upper Canada Coppers 1815–1841. — 2017.
- Hoover, Oliver. Wood 33: An Evasive Copper in North America // The Colonial Newsletter. — 2008. — Т. 48, № 2 (8). — С. 3279—3288.
- Grawey, Tim. Colonial Tokens: American weighs in on Blacksmith token // Canadian Coin News : journal. — 2015. — Vol. 52, no. 20,  (1). — P. 16, 28.
- Grawey, Tim. Colonial Tokens: Hoards shed light on George II counterfeits // Canadian Coin News : journal. — 2016. — Vol. 54, no. 8,  (7). — P. 18.
- Kleeberg, John M. Numismatic Finds of the Americas an Inventory of American Coin Hoards, Shipwrecks, Single Finds, and Finds in Excavations. — 2009.
- Leonard, Robert. "This Orphan Needs a Home: GEORGIUCS.III.VTS / BRITI": A Rejoinder // The Colonial Newsletter : journal. — 2014. — Vol. 54, no. 1 (12). — P. 4221—4229.
- Lorenzo, John. Forgotten Coins of the North American Colonies - 25th Anniversary edition. — 2017.
- McLachlan, R. W. Canadian Numismatics [Concluded] // American Journal of Numismatics. — 1885. — Т. 19, № 4 (4). — С. 82—85.
- Michael; Oppenheim. Warren Baker Collection of Canadian Blacksmith Coppers // The Frederick B. Taylor Collection and Other Properties : journal. — 1987. — Vol. 1, no. 1,  (3). — P. 100—116.
- Willey, R. C. The Colonial Coinages of Canada: Part XIX, The 'Blacksmith' Tokens of Lower Canada // Canadian Numismatic Journal : journal. — Vol. 26, no. 7. — P. 306—312.
- Wood, Howland. The Canadian Blacksmith Coppers. — 1910.